# Hemidactylus laticaudatus
Hemidactylus laticaudatus är en ödleart som beskrevs av  Andersson 1910. Hemidactylus laticaudatus ingår i släktet Hemidactylus och familjen geckoödlor.

## Underarter
Arten delas in i följande underarter:
- H. l. laticaudatus
- H. l. fossatii